# Међународни фестивал скулптура од леда и снега у Харбину
Харбински међународни фестивал леда и снега (кин: 哈尔滨国际冰雪节) је годишњи зимски фестивал који се одржава у Харбину, у покрајини Хејлунгђанг,  у Кини, највећи фестивал леда и снега на свету. Фестивал укључује популарну атракцију Свет леда и снега (冰雪大世界). У почетку су на фестивалу првенствено учествовали кинески учесници. Међутим, временом је прерастао у међународни догађај и такмичење, са 18 милиона посетилаца и  28,7 милијарди јуана (4,4 милијарде долара) прихода. Фестивал укључује највеће ледене скулптуре на свету.
Изложбе фестивала отворене су од краја децембра до краја фебруара. Иако су ледене скулптуре постављене широм града, постоје два главна изложбена простора:
- Острво Сунца је рекреативна зона на супротној страни реке Сунгари од града, у којој се налази изложба огромних снежних скулптура.
- Свет леда и снега је подручје отворено поподне и ноћу, и садржи осветљене зграде направљене од блокова леда дебљине 6-9 цм, узетих директно из реке. Године 1999, први Свет леда и снега отворен је за јавност како би се прославио миленијум. Сваке године изложба мора бити обновљена са новопројектованим леденим зградама и скулптурама од снега и леда. Последњих година, достигао је површину од чак 800.000 квадратних метара (80 хектара).

Зимске активности током фестивала укључују алпско скијање на Јабулију, зимско пливање у реци Сунгари и изложбу ледених лампиона у башти Жаолин.
Харбин се налази на североистоку Кине где стижу хладни зимски ветрови из Сибира. Просечна температура лети је 21,2 °C и –16,8 °C зими. Годишњи минимуми од -25 °C нису неуобичајени.

## Историја
Фестивал је настао од традиционалне харбинске представе ледених лампиона и баштенске забаве која се одржава зими, а која је почела 1963. године. Прекинут је неколико година током Културне револуције, али је настављен 5. јануара 1985. године  у парку Жаолин.
2001. године Харбински фестивал леда спојен је са Међународним скијашким фестивалом у Хејлунгђангу и добио је ново званично име, Харбински међународни фестивал скулптура од леда и снега.
2007. године, на фестивалу је постављена скулптура са канадском тематиком, у знак сећања на канадског доктора Нормана Бетјуна. Он је подржавао Комунистичку партију Кине коју је предводио Мао Цедунг. Бетјун је помогао у доношењу модерне медицине у руралну Кину, лечећи и болесне сељаке и рањене војнике током Другог кинеско-јапанског рата. Скулптура је уписана у Гинисову књигу рекорда као највећа снежна скулптура на свету: дужине 250 м, висине 8,5 м, користећи преко 13.000 кубних метара снега. Композиција се састојала од два дела: „Нијагарини водопади“ и „прелазак Беринговог мореуза“ (који приказује миграцију Првих народа).
Фестивал је 2014. године прославио своју 30. годишњицу са темом „50 година леда и снега, шармантни Харбин“. Разни сајмови, такмичења и изложбе одржани су од 20. децембра 2013. до 28. фебруара 2014.
2015. године, 31. Харбински фестивал леденог снега отворен је 5. јануара под темом „Ледени снежни Харбин, шармантни кинески снови широм света“.
Прослављајући своју 36. годишњицу 2020. године, овај фестивал се сматра једном од највећих зимских прослава на свету, придруживши се Фестивалу снега у Сапороу у Јапану, Зимском карневалу у Квебеку у Канади и Скијашком фестивалу Холменколен у Норвешкој. Године 2020, скулптуре су произведене од око 220.000 кубних метара ледених блокова, који су сви извучени из оближње реке Сунгари.
Фестивал је такође био део културног програма Зимске универзијаде 2009. и Азијских зимских игара 2025. 

## Изградња
За резбарење леда у блокове користе се специјалне тестере. Длета, шила за лед и разне врсте тестера затим користе вајари да би изрезбарили велике ледене скулптуре, многе од њих су компликовано дизајниране. Може се користити и дејонизована вода, чиме се добијају ледени блокови провидни попут стакла. Разнобојна светла се такође користе да би се леду дала боја. Неке од ледених скулптура направљене претходних година укључују: зграде и споменике различитих архитектонских типова и стилова, фигуре укључујући животиње, људе и митска бића, ледене тобогане и фењере. Поред зимских рекреативних активности доступних у Харбину, ове изузетно детаљне, масовно произведене ледене скулптуре су главна атракција у привлачењу туриста широм света на фестивал.

## Галерија
- Мумини у Харбину, Међународни фестивал скулптура од леда и снега 2009.
- Међународни фестивал ледених и снежних скулптура у Харбину 2010.
- Међународни фестивал ледених и снежних скулптура у Харбину 2010.
- Међународни фестивал ледених и снежних скулптура у Харбину 2010.
- Међународни фестивал ледених и снежних скулптура у Харбину 2010.
- Међународни фестивал ледених и снежних скулптура у Харбину 2010.
- Међународни фестивал ледених и снежних скулптура у Харбину 2010.
- Међународни фестивал ледених и снежних скулптура у Харбину 2010.
- Међународни фестивал ледених и снежних скулптура у Харбину 2010.
- Фестивал скулптура од леда и снега 2013.